# Ambasada Stanów Zjednoczonych w Pekinie
Ambasada Stanów Zjednoczonych w Pekinie (ang. Embassy of the United States of America in Beijing, chiń. 美国驻华大使馆) – misja dyplomatyczna Stanów Zjednoczonych Ameryki w Chińskiej Republice Ludowej.

## Historia

### Do 1949
Pierwsze kontakty dyplomatyczne amerykańsko-chińskie sięgają XVIII w. i ograniczają się do misji konsularnych w chińskich miastach portowych. W 1843 sekretarz stanu Daniel Webster wysłał do Chin Caleba Cushinga jako pierwszego amerykańskiego dyplomatę w randze posła nadzwyczajnego i ministra pełnomocnego. 3 lipca 1844 nawiązał on oficjalne stosunki dyplomatyczne między Stanami Zjednoczonymi a Chinami. Przez cały XIX w. amerykańscy dyplomaci w Chinach byli mianowani ad hoc, gdyż stosunki pomiędzy obydwoma państwami nie były intensywne. Od 1858 zawsze w randze posła. Wśród nich na uwagę zasługuję Anson Burlingame, który w 1862 jako pierwszy amerykański poseł zamieszkał w Pekinie, a w 1867, za zgodą amerykańskiego rządu, przeszedł na służbę w dyplomacji chińskiej.
Poselstwo Stanów Zjednoczonych w Nankinie (ówczesnej stolicy Chin) podniesiono do rangi ambasady 17 września 1935.

### Po chińskiej wojnie domowej
Po zwycięstwie komunistów w chińskiej wojnie domowej w 1949 Stany Zjednoczone nadal uznawały za legalną władzę Chin rząd Republiki Chińskiej z siedzibą na Tajwanie, choć przejściowo w latach 1949 - 1953 nie mianowano przy nim ambasadora. Pierwsze kroki w stronę nawiązania stosunków z  Chińską Republiką Ludową powziął prezydent Richard Nixon, znosząc część sankcji wobec komunistycznych Chin i zezwalając na nieoficjalne kontakty. Politykę tę nazwano dyplomacją pingpongową. Ukoronowaniem działań administracji Nixona, była wizyta tego prezydenta w Chińskiej Republice Ludowej i spotkanie z jej przywódcą Mao Zedongiem w lutym 1972 oraz otwarcie w 1973 Biura Łącznikowego Stanów Zjednoczonych w Pekinie.
Pełna normalizacja stosunków pomiędzy Stanami Zjednoczonymi a Chińską Republiką Ludową nastąpiła za prezydentury Jimmy'ego Cartera, 1 stycznia 1979, gdy Waszyngton uznał rząd w Pekinie za jedyną legalną władzę Chin. Ambasada Stanów Zjednoczonych w Tajpej została zamknięta 28 lutego 1979. 1 marca 1979 Biuro Łącznikowe Stanów Zjednoczonych w Pekinie zostało podniesione do rangi ambasady.

## Siedziba
Ambasada Stanów Zjednoczonych w Pekinie mieści się w zbudowanym w latach 2004 - 2008 nowoczesnym kompleksie 6 budynków. Zajmują one działkę o powierzchni 10 akrów, znajdującą się w Trzeciej Enklawie Dyplomatycznej w Pekinie. Inwestycja ta była drugim co do wielkości zagranicznym projektem budowlanym Departamentu Stanu. Otwarcia ambasady dokonał 8 sierpnia 2008 prezydent Stanów Zjednoczonych George W. Bush.